# 王薔
王 薔（ワン・チャン、拼音表記：Wang Qiang、1992年1月14日 - ）は、中国天津市出身の女子プロテニス選手。これまでにWTAツアーでシングルス2勝を挙げている。身長172cm、体重60kg。右利き、バックハンド・ストロークは両手打ち。自己最高ランキングはシングルス20位、ダブルス136位。

## 来歴
9歳からテニスを始める。2006年にプロに転向。2008年にQuest Internationalと契約し日本国内大会にも多く出場していた。
4大大会では2014年全米オープンで予選を勝ち上がり初出場した。2014年仁川アジア大会ではシングルス決勝でタイのルクシカ・クムクムを 6–3, 7–6 で破り金メダルを獲得した。
2016年リオ五輪で初めてのオリンピックに出場した。シングルス1回戦でロシアのスベトラーナ・クズネツォワに 1-6, 6-4, 0-6 で敗れた。
2018年7月の南昌大会でツアー初のシングルス決勝に進出した。決勝では鄭賽賽に 7–5, 4–0 とリードしたところで相手が棄権し、初のWTAツアータイトルを獲得した。
2018年ジャカルタアジア大会では決勝で張帥を破り2大会連続の金メダルを獲得した。広州大会で2勝目を挙げ、WTAエリート・トロフィーに出場し決勝でアシュリー・バーティに 3–6, 4–6 で敗れ準優勝した。2018年11月5日付のランキングで自己最高のシングルス20位を記録し、トップ20入りを果たした。

## WTAツアー決勝進出結果

### シングルス: 4回 (2勝2敗)
| 大会グレード                  |
| ----------------------------- |
| グランドスラム (0–0)          |
| WTAファイナルズ (0–0)         |
| プレミア・マンダトリー (0–0)  |
| プレミア5 (0-0)               |
| WTAエリート・トロフィー (0-1) |
| プレミア (0–0)                |
| インターナショナル (2-1)      |

| 結果   | No. | 決勝日         | 大会 | サーフェス    | 対戦相手               | スコア            |
| ------ | --- | -------------- | ---- | ------------- | ---------------------- | ----------------- |
| 優勝   | 1.  | 2018年7月29日  | 南昌 | ハード        | 鄭賽賽                 | 7–5, 4–0 途中棄権 |
| 優勝   | 2.  | 2018年9月22日  | 広州 | ハード        | ユリア・プチンツェワ   | 6–1, 6–2          |
| 準優勝 | 1.  | 2018年10月14日 | 香港 | ハード        | ダヤナ・ヤストレムスカ | 2–4, 1–6          |
| 準優勝 | 2.  | 2018年11月4日  | 珠海 | ハード (室内) | アシュリー・バーティ   | 3–6, 4–6          |

### ダブルス: 1回 (0勝1敗)
| 結果   | No. | 決勝日         | 大会 | サーフェス | パートナー | 対戦相手      | スコア   |
| ------ | --- | -------------- | ---- | ---------- | ---------- | ------------- | -------- |
| 準優勝 | 1.  | 2017年10月15日 | 香港 | ハード     | 逯佳境     | 詹皓晴 詹詠然 | 1–6, 1–6 |

## 4大大会シングルス成績
略語の説明
| W | F | SF | QF | #R | RR | Q# | LQ | A | Z# | PO | G | S | B | NMS | P | NH |

W=優勝, F=準優勝, SF=ベスト4, QF=ベスト8, #R=#回戦敗退, RR=ラウンドロビン敗退, Q#=予選#回戦敗退, LQ=予選敗退, A=大会不参加, Z#=デビスカップ/BJKカップ地域ゾーン, PO=デビスカップ/BJKカッププレーオフ, G=オリンピック金メダル, S=オリンピック銀メダル, B=オリンピック銅メダル, NMS=マスターズシリーズから降格, P=開催延期, NH=開催なし.
| 大会           | 2013 | 2014 | 2015 | 2016 | 2017 | 2018 | 2019 | 通算成績 |
| -------------- | ---- | ---- | ---- | ---- | ---- | ---- | ---- | -------- |
| 全豪オープン   | LQ   | A    | 1R   | 2R   | 1R   | 1R   | 3R   | 3–5      |
| 全仏オープン   | LQ   | A    | 1R   | 2R   | 1R   | 3R   |      | 3–4      |
| ウィンブルドン | A    | A    | 1R   | 1R   | 2R   | 1R   |      | 1–4      |
| 全米オープン   | A    | 2R   | 2R   | 2R   | 1R   | 3R   |      | 5–5      |